# Mapi Galán
Mapi Galán (Ponferrada, 13 dd'agost de 1962) és una actriu espanyola.

## Biografia
Setena filla dels seus pares, des de joveneta s'adona que la seva passió és el teatre.
Una vegada finalitzats els seus estudis en COU i selectivitat en 1980, fa fins a 4t any a la Escola d'Art d'Oviedo, especialitat de ceràmica i pintura.
Posteriorment en 1984 es viurà a Madrid, on obté el títol de hostessa, títol que mai va utilitzar, va entrar en una agència de models i va començar a fer els seus primers treballs en cinema.
En aquest període també va cantar en un grup de funky, anomenat Suybalen y Terlenka i va viure un temps a Londres.
Fins que va gravar Scalps en 1986, la seva primera pel·lícula com a protagonista, no va descobrir que la seva veritable vocació era ser actriu.
Després en 1987 va viure durant sis mesos al Japó, treballant com a model.
Posteriorment entre 1987 i 1988 va treballar durant un any a Roma i d'aquí va saltar a París, on viu set anys, fins a 1995 i treballa en diverses coproduccions americanes i europees, rodant a gairebé tot Europa.
En 1995 roda durant dos mesos en Cambodja i al seu retorn es queda a viure a l'Índia. A la seva tornada, abandona París i torna a Madrid, on estudia dos anys en una escola d'interpretació i comença a treballar a Espanya, participant en l'última temporada Médico de familia, a Ada Madrina o a Cuéntame cómo pasó.
En 2013 obre Depura Ibiza amb Rafael Bravo.

## Trajectòria professional

### Sèries de televisió
| Any       | Títol                        | Canal                                         | Personatge              | Notes |
| --------- | ---------------------------- | --------------------------------------------- | ----------------------- | --- |
| 1989      | Marco y Laura hace diez años | RAI                                           | Laura                   | Telefilm italià, 2 episodis, 13 de novembre de 1989 - 20 de novembre de 1989 |
| 1989      | Valentina                    | Italia 1                                      | Marianna                | Sèrie de prime time italiana, 1 episodi, 1x08 L'altra 17 de novembre de 1989 |
| 1990      | La mujer de tu vida          | La 1                                          | Natalie                 | Serie de prime time espanyola, 1 episodi, 1x03 La mujer oriental 23 de febrer de 1990 |
| 1991      | The Hitchhiker               | USA Network                                   | Adrienne                | Sèrie de prime time americana, 1 episodi, 6x12 White Slaves 7 de febrer de 1990 |
| 1991      | Navarro                      | TF1                                           | Clelia                  | Sèrie de prime time francesa, 1 episodi, 3x04 Le bal des gringos 14 de març de 1991 |
| 1992      | Contragolpe                  | TF1                                           | Jessica                 | Sèrie de prime time francesa, 1 episodi, 3x04 Bastille Day Terror 17 d’octubre de 1992 |
| 1993      | Highlander: The Series       | Syndicated, TF1, M6, Italia 1, Canale 5 i RTL | Renee de Tassigny       | Sèrie de prime time francoestatunidenca, 1 episodi, 1x15 For Tomorrow We Die 27 de febrer de 1993 |
| 1993      | Las mareas altas             | TF1                                           | Antonia                 | Minisèrie de prime time francesa, 1 episodio, 1x08 27 d’agost de 1993 |
| 1994      | El día que me quieras        | La 2                                          | Elena                   | Sèrie de prime time espanyola, 1 episodi, 1x07 Las espadas en alto, 30 de novembre de 1994 |
| 1999      | Médico de familia            | Telecinco                                     | Nuria Cañadas           | Sèrie de prime time española, 13 episodis, 9x01 UVI 12 21 de setembre de 1999 - 9x13 Hasta siempre 21 de desembre de 1999 |
| 1999-2000 | Ada Madrina                  | Antena 3                                      | Gloria                  | Sèrie de prime time espanyola, 10 episodis, 1x01 Ha llegado un hada 5 de gener de 1999 - 1x04 Más Ada imposible 27 de gener de 1999 y 1x05 Ada presidenta 16 de gener de 2000 - 1x10 ¿Quién escribió Otelo? 27 de febrer de 2000 |
| 2000      | ¡Qué grande es el teatro!    | La 2                                          |                         | Sèrie española, 1 episodo, La estrella 25 de març de 2000 |
| 2000      | La ley y la vida             | La 1                                          | Sonia                   | Sèrie de prime time espanyola, 13 episodis, 1x01 Rivales y colegas 11 de setembre de 2000 - 1x13 Terribles secretos 4 de desembre de 2000 |
| 2006-2007 | Cuéntame cómo pasó           | La 1                                          | Bárbara Gómez de Araujo | Sèrie de prime time espanyola, 11 episodis, 8x02 Apertura ma non troppo 21 de setembre de 2006 - 8x04 Mucho calor, muchas risitas y un ataque de flebitis 5 d'octubre de 2006, 8x07 La noche de los Rodríguez 26 d'octubre de 2006 - 8x09 Una piedra en el camino 9 de novembre de 2006, 8x11 Todas a la cárcel 23 de novembre de 2006 - 8x12 Los chicos con las chicas 30 de novembre de 2006, 8x15 El amor en fuga 28 de desembre de 2006, 8x20 Más dura será la caída 1 de febrer de 2007 - 8x21 Punto y seguido 8 de febrer de 2007 |

### Cinema
| Any  | Títol                              | Personatge                               | Direcció                                               | Estrena                | País d'origen                             |
| ---- | ---------------------------------- | ---------------------------------------- | ------------------------------------------------------ | ---------------------- | ----------------------------------------- |
| 1986 | Capullito de alhelí                | Raquel                                   | Mariano Ozores                                         | 21 de novembre de 1986 | Espanya                                   |
| 1987 | Cara de acelga                     | Infermera                                | José Sacristán                                         | 20 de gener de 1987    | Espanya                                   |
| 1987 | Scalps                             | Yarin                                    | Bruno Mattei                                           | 27 de maig de 1987     | Itàlia, Alemanya Espanya                  |
| 1987 | Palla al centro                    |                                          | Federico Moccia                                        |                        | Itàlia                                    |
| 1988 | Catacumbas                         | Antonia                                  | David Schmoeller                                       | 14 de maig de 1988     | Estats Units                              |
| 1988 | Lluvia de otoño                    |                                          | José Ángel Rebolledo                                   | 22 de novembre de 1988 | Espanya                                   |
| 1989 | Bestia asesina                     | Susanna                                  | Ruggero Deodato                                        | 22 de juny de 1989     | Itàlia                                    |
| 1990 | El tesoro de las Islas Chiennes    | Ada Della Cistereia                      | F. J. Ossang                                           | 16 de novembre de 1990 | França Portugal                           |
| 1990 | El compañero de viaje              | Hexe                                     | Ludvík Ráza                                            |                        | Itàlia, Àustria, França, Alemanya Txèquia |
| 1991 | Decisión asesina                   | Christine                                | Oliver Hirschbiegel                                    | 15 de desembre de 1991 | Alemanya, Espanya, Itàlia Països Baixos   |
| 1992 | ¿Significa que estamos casados?    | María                                    | Carol Wiseman                                          | 29 de gener de 1992    | França Estats Units                       |
| 1993 | Maldita suerte (Curt)              |                                          | José María Borrell                                     |                        | Espanya                                   |
| 1994 | El detective y la muerte           | Laura                                    | Gonzalo Suárez                                         | 30 de setembre de 1994 | Espanya                                   |
| 1994 | Juegos peligrosos                  | Claret                                   | Adolf Winkelmann                                       | 25 de novembre de 1994 | Alemanya                                  |
| 1995 | Mujeres a flor de piel             | Carmen                                   | Patrick Alessandrin i Lisa Azuelos                     | 25 de gener de 1995    | França                                    |
| 1995 | Las mujeres y los niños primero    | María                                    | Sandra Joxe                                            | 17 de abril de 1995    | França                                    |
| 1995 | La ciutat dels nens perduts        | Lune                                     | Jean-Pierre Jeunet i Marc Caro                         | 17 de maig de 1995     | França, Alemanya y Espanya                |
| 1995 | Mujer de pasiones                  | Victoria                                 | Bob Swaim                                              | 20 de maig de 1995     | França                                    |
| 1996 | Niños bastardos                    | Dona de l’aeroport                       | Tonie Marshall                                         | 3 de abril de 1996     | França                                    |
| 1996 | Policía corrupto                   | Romina                                   | Carlos Galettini                                       | 13 de juny de 1996     | Argentina                                 |
| 1996 | La lengua asesina                  | Rita                                     | Alberto Sciamma                                        | 15 de novembre de 1996 | Espanya Regne Unit                        |
| 1997 | Ellas                              | Raquel                                   | Luís Galvão Teles                                      | 17 d'octubre de 1997   | Bèlgica                                   |
| 1997 | La guerra de Gastón                | Veronique                                | Robbe De Hert                                          | 23 d'octubre de 1997   | Bèlgica                                   |
| 1998 | Agujetas en el alma                | Mapi                                     | Fernando Merinero                                      | 14 de agosto de 1998   | Espanya                                   |
| 1999 | Shacky Carmine                     | Toni Mad                                 | Chema de la Peña                                       | 10 de setembre de 1999 | Espanya                                   |
| 1999 | París-Tombuctú                     | Esposa de Michel des Assantes            | Luis García Berlanga                                   | 10 de setembre de 1999 | Espanya                                   |
| 1999 | La gran familia... 30 años después |                                          | Pedro Masó                                             | 25 de desembre de 1999 | Espanya                                   |
| 2000 | Papá es un ídolo                   | Ángela                                   | Juan José Jusid                                        | 1 de juny de 2000      | Argentina                                 |
| 2001 | Diminutos del calvario (Curt)      | Mujer (segment "¿Sabes que día es hoy?") | Juan Antonio Bayona, Chiqui Carabante i Rodrigo Cortés | 25 de juny de 2001     | Espanya                                   |
| 2001 | Bellas durmientes                  | Emma                                     | Eloy Lozano                                            | 9 de novembre de 2001  | Espanya                                   |
| 2001 | La noche de mi mal (Curt)          |                                          | Miguel G. Bergareche                                   |                        | Espanya                                   |
| 2002 | Buscando a Chencho (Curt)          |                                          | Kepa Sojo                                              | 9 de maig de 2002      | Espanya                                   |
| 2002 | Ángel (Curt)                       | Judith y Ángel                           | Denis Rovira van Boekholt                              |                        | Espanya Estats Units.                     |
| 2005 | Soldado de Dios                    | Soheila                                  | W. D. Hogan                                            | 28 d'octubre de 2005   | Estats Units                              |
| 2008 | Gracia Salvaje                     | Simone Lippe                             | Tom Kalin                                              | 25 de gener de 2008    | França, Espanya Estats Units              |
| 2008 | Se ven de                          |                                          | Ella mateixa                                           |                        | Espanya                                   |
| 2015 | Sonata para violonchelo            | Laura                                    | Anna Maria Bofarull                                    | 23 d’abril de 2015     | Espanya                                   |